# نحن (فلم 2022)
نحن هو فيلم ديستوبيا روسي قادم مبني على رواية تحمل نفس الاسم للكاتب يفغيني زامياتين. من المقرر عرض الفيلم في صالات السينما في 8 سبتمبر 2022.

## وصلات خارجية
- مقالات تستعمل روابط فنية بلا صلة مع ويكي بيانات